# Fredsfördraget i Tartu
Fredsfördraget i Tartu (även kallat Fredsfördraget i Dorpat) undertecknades av Finland och Sovjetryssland i Tartu, tidigare Dorpat, den 14 oktober 1920. I avtalet överenskom man om gränsdragningen mellan länderna och ett avslutande av kriget mellan länderna.

## Fredsförhandlingarna

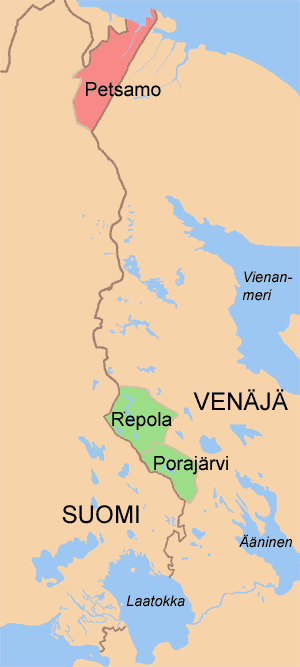
Gränserna från fredsfördraget i Tartu

De finländska och rådsryska delegationerna samlades den 12 april 1920 för att diskutera vapenstillestånd vid Rajajoki (Systerbäck), men förhandlingarna bröt samman efter två veckor, eftersom man inte kunde mötas i sina ståndpunkter. Finland ville ha ett demilitariserat område vid gränsen som skulle täcka  Vita Karelens och Aunus norra delar, den del av Ingermanland som fanns norr om floden Neva. Rådsrepubliken Ryssland ville igen att man skulle utgå från den gränsdragning som gällde 1914, inte medräknat Repola och Porajärvi, som skulle avtalas separat. 
Fredsförhandlingarna i Tartu (stadens namn på estniska, tidigare känd under sitt tyska namn Dorpat) inleddes den 12 juni 1920. Den finländska delegationen leddes av Juho Kusti Paasikivi. Regeringen framförde sin önskan att Petsamo och att Kolahalvön skulle föras till Finland, samt att gränsen till rådsrepubliken skulle dras längs linjen Ladoga-Svir-Onega-Vita havet, där Östkarelens befolkning skulle få avgöra sitt öde genom en folkomröstning. Strax innan förhandlingarna inleddes besatte den ryska rådsrepubliken Murmanskbanan och området därifrån mot Finland och utropade den Karelska arbetarkommunen. Enligt ryssarna var detta en demonstration att den östkarelska befolkningen nu hade beslutat om sin självbestämmanderätt. 
I början behandlade man enbart områdesfrågor eftersom ryssarna höll fast på sina krav om 1914 års gränser. När de ryska styrkorna trängde fram mot Warszawa 1920 avbröts förhandlingarna under två veckor. Under denna tid mjukade president Kaarlo Juho Ståhlberg upp de finska kraven. Finland ville ännu att befolkningen i Petsamo, Repola och Porajärvi skulle få bestämma sina öden själva, men att man kunde vara flexibel i fråga om Östkarelen. När förhandlingarna återupptogs drog den finländska delegationen med flit ut på diskussionerna, eftersom man förväntade sig att världssituationen skulle klarna. Slutligen, den 9 augusti gav utrikesminister Rudolf Holsti den finländska delegationen mandat att inleda förhandlingarna på allvar, eftersom Polen hade klarat av sina förhandlingar med den ryska rådsrepubliken. De polska styrkorna lyckades driva tillbaka de ryska trupperna från sitt land och i och med detta kom även de ryska ståndpunkterna att börja mjukas upp och man började närma sig kompromisser. Vapenstillestånd slöts mellan Finland och den Ryska rådsrepubliken den 13 augusti. Rådsrepubliken Ryssland var berett att överlåta Petsamo till Finland, varvid Finland skulle återbörda Repola och Porajärvi. Fredsfördraget i Dorpat slöts slutligen den 14 oktober. Fördraget ratificerades i den finländska riksdagen i december. Enbart 30 riksdagsledamöter röstade mot fördraget. 
Rådsrepubliken Ryssland erkände det autonoma Storfurstendömet Finlands gränser från år 1812, som i huvudsak följde Stolbovafredens gräns, och överlät Petsamo till Finland. Tsar Alexander II hade 1864 tillfört detta område till Finland sedan Systerbäck på Karelska näset överförts till Ryssland. Finland lovade även att ge tillbaka Repola och Porajärvi som man erövrat i och med Viena- och Aunusexpeditionerna. Detta upprörde den tillförordnade länsmannen Bobi Sivén till den grad att han sköt sig själv. Trots att freden i Dorpat blev relativt fördelaktig för Finlands del ansåg delar av högern, speciellt det Akademiska Karelen-Sällskapet som grundats 1922, att det var en "skamfred", eftersom inget Storfinland bildats.

### Den finländska delegationen

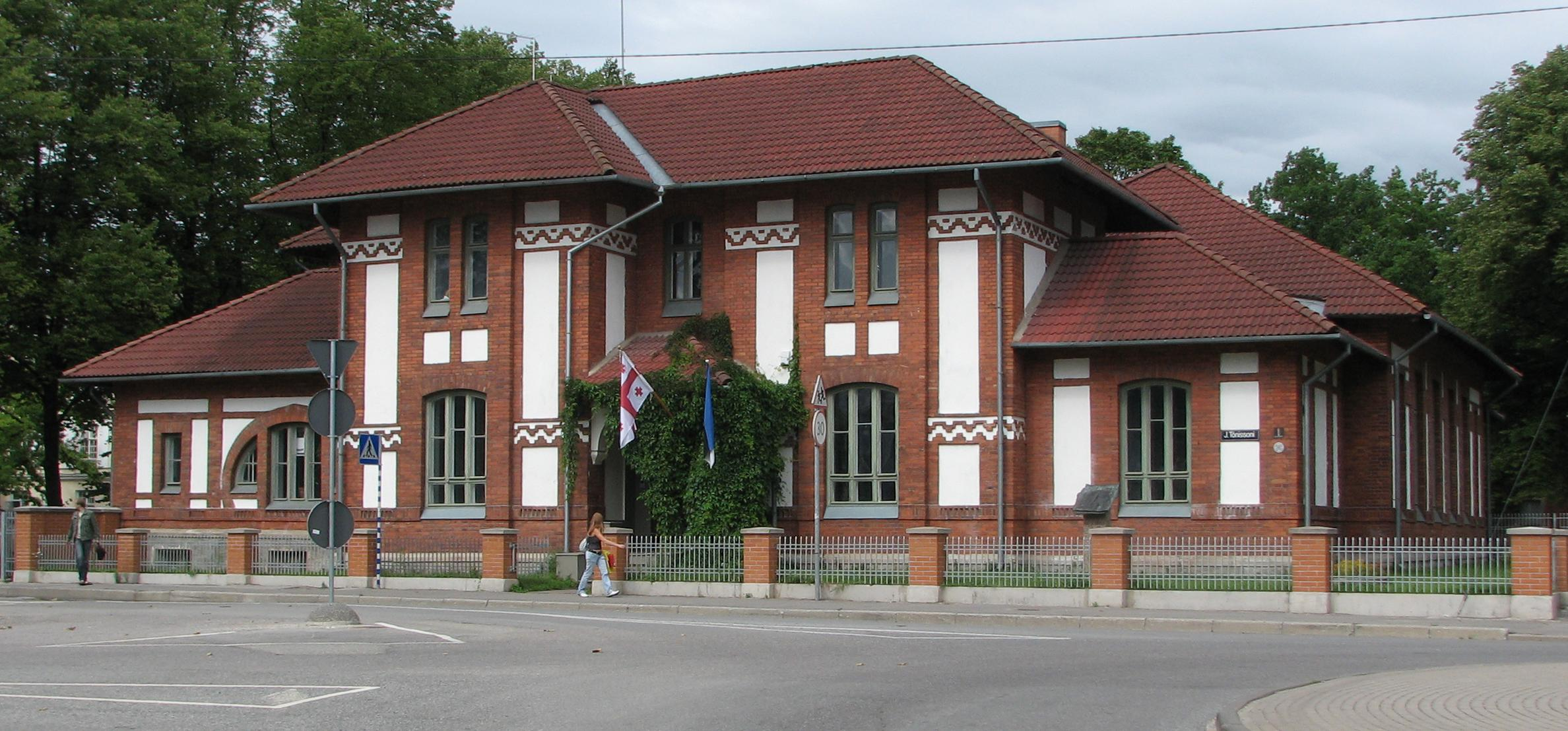
Eesti Üliõpilaste Seltsi maja (Estniska studentsällskapets hus) där fredsförhandlingarna skedde.

- Juho Kusti Paasikivi
- Juho Vennola
- Alexander Frey
- Rudolf Walden
- Väinö Tanner
- Väinö Voionmaa
- Väinö Kivilinna

### Ryska förhandlare
- Jaan Antonovitj Behrsinin
- Platon Michailovitj Kerchentsevin
- Nikolai Sergejevitj Tihmenjevin

## Fördragets innehåll
Redan i fördragets inledningstext bekräftas Finlands självständighet 1917 och Rysslands bekräftande av det autonoma Storfurstendömets gränser. Vidare uttrycks båda sidors önskan om att avsluta kriget som uppkommit mellan de båda staterna och slutligen lösa de frågor som uppstått mellan Finland och Ryssland.
I den första artikeln förklarar man att krigstillståndet avslutas efter fördraget. Den andra artikeln definierar gränsen och den tredje vattenområdena. I den fjärde artikeln överlåter Ryssland Petsamo till Finland. I den femte överenskommer man om gränsgång. Den sjätte ställer krav på finländska örlogsfartyg i Norra ishavet, den sjunde paragrafen behandlar fiskerätter. Den åttonde paragrafen gav ryssarna transiteringsrätt genom Petsamo till Norge och vice versa. I den nionde ges befolkningen i Petsamo rätt att välja mellan finskt eller ryskt medborgarskap. I den tionde överenskoms att Repola och Porajärvi ges tillbaka till Ryssland, där de tillförs det autonoma området Östkarelen och den elfte beskriver arrangemangen för överlåtelserna. Den tolfte definierar neutralisering av östersjöområdet och i de 13:e–15:e artiklarna lovar Finland att neutralisera vissa öar i Finska viken. I den 16:e överenskom man om partiell neutralisering av Ladoga. I den 24:e överenskom man om båda sidors krigsersättningar. De 25:e–28:e och 31:a–32:a behandlade ekonomiska detaljer.